# الدوري الإنجليزي لكرة القدم 1983–84
الدوري الإنجليزي لكرة القدم 1983–84 (بالإنجليزية: 1983–84 Football League)‏ هو موسم من دوري كرة القدم الإنجليزي. فاز فيه نادي ليفربول.